# SILENT HILL f
《SILENT HILL f》是泥巴娛樂開發、科樂美發行的生存恐怖遊戲，為《沉默之丘系列》第八部主要作品。本作背景設置在1960年代的日本。本作预计登陆Microsoft Windows、PlayStation 5、Xbox Series X/S平台，预定2025年9月25日发售。

## 外部连接
官方网站（日文）